# Rara du Pérou
Phytotoma raimondii
Espèce
Statut de conservation UICN

 VU B1ab(i,ii,iii,v) : Vulnérable
Le Rara du Pérou (Phytotoma raimondii ) est une espèce de passereaux de la famille des Cotingidae. D'après Alan P. Peterson, c'est une espèce monotypique.

## Répartition et habitat
Il est endémique au nord-ouest du Pérou. Il vit dans les broussailles des déserts, dans les zones ripariennes ainsi que dans les zones boisées dominés par les Prosopis.

## Alimentation
Il se nourrit de feuilles de Prosopis et de fruits.

## Reproduction
La période de reproduction a lieu entre janvier et avril. Le nid est construit dans des Prosopis. La femelle y dépose 2 à 3 œufs.